# 古賀ノ浦茂
古賀ノ浦 茂（こがのうら しげる、1904年10月3日 - 1971年3月2日）は、福岡県早良郡早良町（現在の福岡市早良区）出身で宮城野部屋に所属した大相撲力士。本名は津上 茂。最高位は西前頭筆頭（1934年1月場所）。現役時代の体格は177cm、101kg。得意手は左四つ、寄り、投げ。

## 来歴
24代横綱鳳に入門し、1919年5月場所に初土俵をふむ。十両までは順調で、1925年1月場所に十両に昇進したが、そこからがやや時間がかかり、新入幕は1929年1月場所だった。幕内中堅力士としてよく定着し、大関大ノ里や常陸岩をしばしば苦しめた。また、春秋園事件直後の1932年2月場所、初日に新大関武蔵山を破る殊勲の星をあげている。最後まで幕内を保って、1934年5月場所限りで廃業し、郷里に帰ったという。
前捌きが巧く、左差しからしぶとい相撲を取った。もろ差しになるのも巧かったという。仕切りの際に塩をやたらと撒く仕草があった。付き人たちを震え上がらせるほどに気性が激しかったという。

## 主な成績
- 幕内在位：21場所（興行中止の1932年1月場所を含む）
- 幕内成績：78勝132敗6休 勝率.371
- 各段優勝：十両1回（1928年3月場所）

### 場所別成績
| 1919年 （大正8年） | x                    | x                        | （前相撲）              | x                |
| 1920年 （大正9年） | 東序ノ口17枚目 4–1   | x                        | 東序二段35枚目 1–3 1預  | x                |
| 1921年 （大正10年） | 西序二段37枚目 4–1   | x                        | 西三段目47枚目 3–2      | x                |
| 1922年 （大正11年） | 西三段目24枚目 5–0   | x                        | 西幕下29枚目 3–2        | x                |
| 1923年 （大正12年） | 東幕下15枚目 4–3     | x                        | 東幕下13枚目 3–3        | x                |
| 1924年 （大正13年） | 西幕下10枚目 3–2     | x                        | 東幕下2枚目 4–2         | x                |
| 1925年 （大正14年） | 西十両10枚目 4–1 1分 | x                        | 東十両6枚目 4–1 1預     | x                |
| 1926年 （大正15年） | 東十両2枚目 5–4      | x                        | 西十両2枚目 3–7         | x                |
| 1927年 （昭和2年） | 東十両7枚目 4–2      | 東十両7枚目 0–5          | 西十両3枚目 1–2         | 西幕下4枚目 5–1  |
| 1928年 （昭和3年） | 西十両8枚目 6–5      | 東十両7枚目 優勝 8–2 1分 | 西十両筆頭 5–6          | 西十両筆頭 7–4   |
| 1929年 （昭和4年） | 西前頭13枚目 5–6     | 西前頭13枚目 6–5         | 西前頭7枚目 1–10        | 西前頭7枚目 7–4  |
| 1930年 （昭和5年） | 西前頭6枚目 2–9      | 西前頭6枚目 6–5          | 西前頭8枚目 5–6         | 西前頭8枚目 5–6  |
| 1931年 （昭和6年） | 東前頭10枚目 5–6     | 東前頭10枚目 3–8         | 西前頭10枚目 6–5        | 西前頭10枚目 4–7 |
| 1932年 （昭和7年） | 西前頭2枚目 3–5      | 西前頭2枚目 1–9          | 西前頭2枚目 3–8         | 西前頭2枚目 5–6  |
| 1933年 （昭和8年） | 東前頭3枚目 2–9      | x                        | 東前頭8枚目 8–3         | x                |
| 1934年 （昭和9年） | 西前頭筆頭 1–10      | x                        | 西前頭11枚目 引退 0–5–6 | x                |
| 各欄の数字は、「勝ち-負け-休場」を示す。 優勝 引退 休場 十両 幕下 三賞：敢=敢闘賞、殊=殊勲賞、技=技能賞 その他：★=金星 番付階級：幕内 - 十両 - 幕下 - 三段目 - 序二段 - 序ノ口 幕内序列：横綱 - 大関 - 関脇 - 小結 - 前頭（「#数字」は各位内の序列） |                      |                          |                         |                  |

- 1932年1月番付は東前頭10枚目

## 四股名変遷
- 古河ノ浦 茂（こがのうら しげる）1919年5月場所 - 1920年1月場所
- 古賀ノ浦 茂（こがのうら -）1920年5月場所 - 1934年5月場所